# Winkelman (Arizona)
Winkelman es un pueblo ubicado en los condados de Gila y Pinal en el estado estadounidense de Arizona. En el Censo de 2010 tenía una población de 353 habitantes y una densidad poblacional de 181,97 personas por km².

## Geografía
Winkelman se encuentra ubicado en las coordenadas 32°58′54″N 110°45′42″O / 32.98167, -110.76167. Según la Oficina del Censo de los Estados Unidos, Winkelman tiene una superficie total de 1.94 km², de la cual 1.93 km² corresponden a tierra firme y (0.53%) 0.01 km² es agua.

## Demografía
Según el censo de 2010, había 353 personas residiendo en Winkelman. La densidad de población era de 181,97 hab./km². De los 353 habitantes, Winkelman estaba compuesto por el 60.62% blancos, el 0.57% eran afroamericanos, el 3.68% eran amerindios, el 0.57% eran asiáticos, el 0% eran isleños del Pacífico, el 31.44% eran de otras razas y el 3.12% pertenecían a dos o más razas. Del total de la población el 82.44% eran hispanos o latinos de cualquier raza.